# 美人薄命 (アン・ルイスの曲)
「美人薄命」（びじんはくめい）はアン・ルイスの30枚目のシングル。1989年3月21日にビクター音楽産業より発売された。規格品番は、EP:SV-9414、CDS:VDRS-1128。

## 概要
表題曲「美人薄命」は、関西テレビ放送（KTV・カンテレ）制作・フジテレビ系列で1989年の4月3日から7月3日まで放送された『乱歩賞作家サスペンス』の主題歌として使用された。
CDジャーナルのレビュアーは本楽曲を、「これは恋に生きる女のバラード。抱擁力のあるヴォーカルから、タイトルどおり〝美しいものは儚い〟というテーマが浮かび上がってくる。激しい歌謡ロックの一方で、こうしたバラードでもアン・ルイス独自の味わいが滲む。」と評価している。
2020年9月2日にはMEG-CDとして復刻された。規格品番はVODL-30146。

## 収録曲
1. 美人薄命
作詩: 石川あゆ子 / 作曲: 松田良 / 編曲: 佐藤準
2. 華
作詩: 湯川れい子 / 作曲: Angelo / 編曲: 佐藤準

## 参考資料
- オリコン『SINGLE CHART-BOOK COMPLETE EDITION 1968-2005』オリコン・マーケティング・プロモーション、2006年4月。ISBN 9784871310765。